# Stayella enghoffi
Stayella enghoffi är en kackerlacksart som beskrevs av Roth, L. M. 1984. Stayella enghoffi ingår i släktet Stayella och familjen småkackerlackor. Inga underarter finns listade i Catalogue of Life.